# جيجي غورجوس
جيجي لورين لازاراتو (بالإنجليزية: Gigi Gorgeous)‏ (ولد غريغوري ألان لازاراتو في 20 أبريل 1992) معروفة باسم جيجي غورجوس، عارضة أزياء، ممثلة يوتيوبر كندية وشصية مؤثرة متحولة جنسياً من ذكر إلى أنثى، بدأت صعود جيجي إلى النجومية عام 2008 عندما أنشأت قناتها على يوتيوب حيث بدأت في تحميل مدونات الفيديو على المنصة حققت مقاطع الفيديو شعبية كبيرة وأنشأت متابعين لها على الإنترنت. خلال السنوات التالية، حملت بانتظام إلى قناتها مع بدء بطولة برنامج الواقع الجادة عام 2011، بعد توقف قصير اكتسبت اهتمامًا إعلاميًا بعد أن خرجت كامرأة متحولة جنسيًا في عام 2013. خلال عام 2014، وثقت انتقالها من خلال ملفات التعريف الخاصة بها على وسائل التواصل الاجتماعي، لا سيما من خلال مقاطع الفيديو التي تدور حول إجراءاتها التجميلية، والتي لاقت رواج واسع الانتشار عبر الإنترنت، في عام 2016، نتج عن تغطية إعلامية واسعة النطاق حادثة تتعلق بترحيل «لازاراتو» من دبي بسبب وضعها كمرأة متحولة جنسياً. في عام 2017 تم أنتاج فيلم وثائقي يحمل عنوان «هذا كل شيء: جيجي غورجوس»، من إخراج باربرا كوبل التي تابعت حياتها الانتقالية، تم عرض الفيلم لأول مرة في مهرجان صندانس السينمائي، أيضا ظهرت في حلقات مسلسلات قصير، نالت جوائز من بينها جائزة ستريمي.
إلى جانب عملها الشخصي، انخرطت جيجي في العمل التمثيلي والعروض. منها أدائها بطولة فيلم زميلها يوتيوبر شين داوسن القصير أنا أكره صورتي الشخصية (2015) وتكميلته، إلى جانب ظهوره كضيف في برامج تلفزيونية منها بروجيكت رانواي كل النجوم وأنا و جدتي، وأعمال آخرين. في مجال خلال عرض الأزياء، ظهرت جيجي على أغلفة بيبر وفاشن.

## نشأتها
ولد غريغوري لازاراتو ونشأ خارج تورونتو، كندا هو ابن ديفيد لازاراتو، وهو مدير تنفيذي للأعمال التجارية، وجوديت بلدينغ. هي شقيقة آدم لازاراتو وكوري لازاراتو. تتكون عائلتها من أصل إيطالي ولبناني وفرنسي ونشأت في العقيدة الكاثوليكية الرومانية. عندما كان شابًا بالغًا، كان لازاراتو بطلاً للغوص على المستوى القومي. التحقت بمدرسة القديس فرنسيس الأسيزي ثم مدرسة إيونا الكاثوليكية الثانوية في ميسيسوجا، ومن ثم ارتاد كلية جورج براون. في جورج براون، درست الموضة، لكنه ترك الكلية في نهاية المطاف للتركيز على حياتها المهنية على يوتيوب. عندما كانت فتى مراهقة، نشر مقاطع فيديو تعليمية عن الجمال والأزياء والمكياج كطالب في مدرسة ثانوية في تورنتو، بينما شجع مشاهديه على التعبير عن أنفسهم في مواجهة الفتوات والمضايقات. في سن التاسعة عشرة، خرجت على قناتها على موقع يوتيوب، وعرف نفسه بأنه رجل مثلي. توفيت والدتها جوديث، بسبب سرطان الدم في 3 فبراير 2012، في مركز الأميرة مارغريت للسرطان، تورونتو.
في عام 2013، أعلنت أنها كانت امرأة متحولة جنسيًا. لقد غيرت اسمها من الناحية القانونية إلى جيزيل لورين لازاراتو في عام 2014، وهو العام الذي وثقت فيه انتقالها على قناتها.

## حياتها الشخصية
جيجي الذي كانت تعرف نفسها بأنه ثنائي الجنس، صرحت بأنها ليزبيان في فيديو على يوتيوب في 14 سبتمبر 2016، تتبع لازاراتو كاثوليكية وتصف نفسها بأنها دينية. واعدت لازاراتو ناتس غيتي، وريثة وعضو في عائلة غيتي. في مارس 2018، اقترح جيتي على لازاراتو الفكرة الزواج في شاتو دو فو-لو-فيكونت في باريس. في 12 يوليو 2019 تمت مراسم زفاف لازاراتو وجيتي في حفل خاص على شاطئ روزوود ميرامار في مونتيسيتو، كاليفورنيا.

## روابط خارجية
- جيجي غورجوس على موقع IMDb (الإنجليزية)
- جيجي غورجوس على موقع قاعدة بيانات الفيلم (الإنجليزية)